# Dota
Dota je plačilno sredstvo, kot je zemljišče, denar, živina ali katero koli komercialno sredstvo, ki ga nevestina družina plača ženinu ali njegovi družini ob poroki.
Dota je nasprotna konceptom cene neveste in vdovščine. Medtem ko je cena neveste plačilo ženina ali njegove družine nevesti ali njeni družini, je dota premoženje, ki ga nevesta ali njena družina prenese na ženina ali njegovo družino. Podobno je vdovščina premoženje, ki ga ženin ob poroki dodeli nevesti in ostane v njeni lasti in pod njenim nadzorom.
Koncept tradicionalne dote je zelo star. Doto še vedno pričakujejo in zahtevajo kot pogoj za sprejetje zakonske ponudbe v nekaterih delih sveta, predvsem v Aziji. Najbolj je razširjen v močno patrilinearnih kulturah, kjer pričakujejo, da bodo ženske živele z moževo družino ali blizu nje (patrilokalnost). Dote imajo dolgo zgodovino v Evropi, Južni Aziji, Afriki in drugih delih sveta.